# 1043
1043 (MXLIII) var ett normalår som började en lördag i den julianska kalendern.

## Händelser

### September
- 28 september – I slaget vid Lyrskogsheden besegrar en norsk, dansk och sachsisk armé en stor armé bestående av hedniska slaver.

### Okänt datum
- Staden Coventry grundas.

## Födda
- Knut den helige, kung av Danmark 1080–1086 (född omkring detta år).
- Vladislav I, kung av Polen 1079–1102 (född omkring detta år).

## Avlidna
- 14 februari – Gisela av Schwaben, tysk-romersk kejsarinna.
- Sankt Halvard, Oslos skyddshelgon.